# Sweet Spot
Mit dem Begriff Sweet Spot, Sweetspot oder Sweet Area wird in unterschiedlichen Themengebieten eine Art effektive Zone bezeichnet. Wenn sich etwas im Sweetspot befindet, hat es bzw. erhält es die optimale Wirkung.
Die Bezeichnung kommt aus dem Englischen und bedeutet „süßer Punkt“. Ähnlich wie im Deutschen wird das Wort süß dabei im weiteren Sinne benutzt, also als lieb oder freundlich. Eine mögliche freie Übersetzung ist dafür optimaler Punkt, idealer Punkt oder optimaler Bereich.

## Musik
Während der Schall beim natürlichen Hören lediglich von einer Quelle ausgeht, existieren bei der elektroakustischen Stereo-Wiedergabe mindestens zwei verschiedene Schallquellen. Sind die Lautsprechersignale kohärent und besitzen den gleichen Pegel, wird so in der richtigen Hörposition der Eindruck einer fiktiven Schallquelle erweckt. Diese bezeichnet man auch als Phantomschallquelle.
Im Hifi-Bereich ist der optimale Hörort bzw. die Hörposition dann gegeben, wenn die beiden Lautsprecher und der Hörer die Eckpunkte eines gleichseitigen Dreiecks besetzen. Dieses sogenannte Stereodreieck wird gewöhnlich in zweidimensionalen Abbildungen als auf dem Kopf stehendes Dreieck abgebildet. Die untenstehende Spitze ist der optimale Hörort und die obenliegenden Spitzen stehen für die Position der Lautsprecher. Hält man sich an diesem „Sweetspot“ auf, so soll die gehörte Musik dort den optimalen Stereoeffekt haben. Für Musikproduzenten ist der optimale Höreindruck beim Mixing essentiell, da sonst einzelne Instrumente im Stereopanorama untergehen können oder die Brillanz der Höhen verschwindet.
Je nach Konstruktion und Qualität der Lautsprecher kann dieser Sweetspot auch näher zu den Lautsprechern hin oder weiter von ihnen abgerückt sein. Hier hilft das Experimentieren mit der eigenen Ausrüstung, um das Optimum zu erreichen.
Im Heimkino-Bereich halten noch die seitlich bzw. seitlich-hinten angeordneten Effektlautsprecher (rear speaker) Einzug in diese Berechnung. Seit Dolby Digital 6.1 und 7.1 ergänzt sich das Ganze noch durch einen oder zwei hintere Mittenlautsprecher. Will man hier den optimalen Kino-Effekt erzielen, muss man im Sweetspot sitzen. Diesen erreicht man zusätzlich zum Stereo-Dreieck durch sinnvolle Anordnung der hinteren Lautsprecher zum Sitzplatz bzw. gleichzeitige Änderung des letzteren. Darüber hinaus muss selbstverständlich das ganze Setup über den AV-Receiver konfiguriert werden, damit nicht der Fall eintritt, dass manche Lautsprecher zu laut und andere zu leise sind. In der Regel kann für jeden einzelnen Lautsprecher zwecks Vermeidung von Laufzeitunterschieden die Distanz zum Hörplatz eingestellt und außerdem der Lautstärkepegel einzeln angepasst werden.
Den Sweet-Spot nennt man bei einer Audioanlage den räumlichen Bereich, in dem die Klangwiedergabe den gewünschten Optimalklang erreicht. Bei einer Monowiedergabe ändert sich z. B. mit der Entfernung zum Lautsprecher die Lautstärke und das Frequenzspektrum des Klangs.
Bei einer Stereo-Beschallung ist dagegen beim Abhören der gleiche Abstand zu beiden Lautsprechern wichtig, damit die räumliche Position der Klangquellen richtig wiedererfahren wird. Außerdem sollte der Klang „konzertartig“ von vorne (der theoretischen Bühne) kommen. Der Stereo-Sweet-Spot ist recht klein, er liegt gemäß einer Faustregel auf dem dritten Punkt eines gleichseitigen Dreiecks, dessen anderen Punkte die Lautsprecher sind.
Die Größe des Sweet-Spots hängt jedoch von mehr Variablen als Abstand und jeweiligem Lautsprecher und dessen Abstrahlwinkel ab. Auch Raum und Umgebung beeinflussen diesen.
Beim Raumklang (Mehr-Kanal-Systeme, wie z. B. Fünf- oder Siebenkanal-Raumklang im Kino), hängt die Größe des zu empfindenden Wiedergabe-Sweet-Spots von der Art der Tonaufnahme und der intelligenten Mischung des Mixers zusammen. Klangfeld-Mikrofonaufnahmen und andere koinzidente One-Point-Aufnahmen ergeben immer einen sehr kleinen „Sweet Spot“.
Der Klang im Kino entspricht (wenn überhaupt) in der Regel nur auf wenigen Plätzen der exakten Vorstellung des Tonproduzenten des Films. Eine großflächigere exakte Wiedergabe lässt sich mit der Wellenfeldsynthese erreichen.
Verschiedene statische Ansätze existieren zur Vergrößerung des Sweet-Spots. Eine Diskussion kann in Merchel et al. gefunden werden. Alternativ kann der optimale Hörbereich auch der Hörerposition dynamisch nachgeführt werden. Dadurch kann eine stabile Phantomschallquellenortung für einen einzelnen Hörer erreicht werden. Dieser Ansatz wird im Projekt SweetSpotter verfolgt.

## Sport
In Rückschlagsportarten wie Tennis, Badminton usw. wird als Sweet Spot ein Bereich im Saitenbett des Schlägers bezeichnet. Dieser Bereich muss nicht unbedingt in der geometrischen Mitte liegen, sondern kann je nach Konstruktion des Schlägers auch näher am Hals oder näher am Kopf liegen. Auch Größe und Form seiner Ausdehnung müssen nicht rund, sondern können auch oval sein. Wird der Ball mit dem Sweetspot getroffen, erreicht man größtmögliche Beschleunigung und Genauigkeit. Gleichzeitig werden Aufprallschock und Vibrationen optimal gedämpft, was bei Treffern außerhalb des Sweet Spots nicht der Fall ist.
Sweet Spot steht außerdem seit Mai 2005 für eine groß angelegte Tennisinitiative, die dem deutschen Tennis in den nächsten Jahren zu einer Renaissance verhelfen soll. Sie wurde auf Initiative des Verbandes Deutscher Sportfachhandel e. V. (vds) gegründet und vereinigt zahlreiche Partner aus den Bereichen Tennisverbände, Medien, Handelsverbände, Industrie und Messen. Das erklärte Ziel der Initiative ist es, den Tennissport in Deutschland wieder nach vorne zu bringen und den im Laufe der vergangenen zehn Jahre erlittenen Mitglieder- und Imageverlust umzukehren.
Beim Golf bezeichnet der Sweet Spot den Punkt auf dem Schlägerblatt, wo der Golfball optimal getroffen wird. Das Gleiche gilt auch beim Baseball.
Beim Paintball wird die Einstellung des Inline Regulators eines Markierers auf den optimalen Wert als Sweetspot bezeichnet. Dabei wird der Arbeitsdruck des Markierers so eingestellt, dass die Geschwindigkeit der Balls die maximal zugelassene Geschwindigkeit des Feldbetreibers nicht überschreitet.
Beim Reiten ist der „Sweet Spot“ erreicht, wenn die richtige Kombination von Entspannung, Energie und Balance innerhalb einer Lektion erreicht ist. Der „Sweet Spot“ steht hier für die Harmonie innerhalb des Körpers.

## Physik
In der Physik bezeichnet der Sweet Spot den Punkt, an dem elektromagnetische Wellen optimal empfangen werden können. Bei RFID z. B. ist der Sweet Spot der Bereich, in dem ein RFID-Tag am besten ausgelesen werden kann.

## Kameraobjektive
Bei einem Kameraobjektiv ist der Sweet Spot jene Blende, bei der ein Objektiv seine beste Schärfe und besten Kontrast erreicht. Bei Zoom-Objektiven wird mit demselben Begriff auch die optimale Brennweite bezeichnet, also wie weit das Objektiv ausgefahren werden muss, um maximale Schärfe zu erzielen.

## Politik
Im amerikanischen Englisch wird Sweet Spot auch in der politischen Sprache benutzt. Im Wahlkampf 2016 wurden sowohl Debattenstärke, demographische Aspekte als auch geographische Aspekte als sweet spots der jeweiligen Kandidaten bezeichnet.